# Genneville
Genneville és un municipi francès situat al departament de Calvados i a la regió de Normandia. L'any 2007 tenia 718 habitants.

## Demografia

### Població
El 2007 la població de fet de Genneville era de 718 persones. Hi havia 272 famílies de les quals 56 eren unipersonals (16 homes vivint sols i 40 dones vivint soles), 84 parelles sense fills, 116 parelles amb fills i 16 famílies monoparentals amb fills.
La població ha evolucionat segons el següent gràfic:
Habitants censats

### Habitatges
El 2007 hi havia 365 habitatges, 272 eren l'habitatge principal de la família, 80 eren segones residències i 13 estaven desocupats. 350 eren cases i 11 eren apartaments. Dels 272 habitatges principals, 222 estaven ocupats pels seus propietaris, 43 estaven llogats i ocupats pels llogaters i 7 estaven cedits a títol gratuït; 1 tenia una cambra, 8 en tenien dues, 27 en tenien tres, 76 en tenien quatre i 160 en tenien cinc o més. 237 habitatges disposaven pel capbaix d'una plaça de pàrquing. A 115 habitatges hi havia un automòbil i a 148 n'hi havia dos o més.

### Piràmide de població
La piràmide de població per edats i sexe el 2009 era:
| Homes | Edats   | Dones |
| ----- | ------- | ----- |
| 0     | 95 o +  | 0     |
| 0     | 90 a 94 | 0     |
| 0     | 85 a 89 | 0     |
| 0     | 80 a 84 | 8     |
| 4     | 75 a 79 | 12    |
| 16    | 70 a 74 | 12    |
| 8     | 65 a 69 | 8     |
| 12    | 60 a 64 | 16    |
| 8     | 55 a 59 | 4     |
| 36    | 50 a 54 | 28    |
| 12    | 45 a 49 | 20    |
| 12    | 40 a 44 | 12    |
| 44    | 35 a 39 | 20    |
| 36    | 30 a 34 | 32    |
| 16    | 25 a 29 | 20    |
| 8     | 20 a 24 | 24    |
| 16    | 15 a 19 | 24    |
| 4     | 10 a 14 | 28    |
| 20    | 5 a 9   | 36    |
| 32    | 0 a 4   | 44    |

## Economia
El 2007 la població en edat de treballar era de 464 persones, 335 eren actives i 129 eren inactives. De les 335 persones actives 315 estaven ocupades (173 homes i 142 dones) i 20 estaven aturades (7 homes i 13 dones). De les 129 persones inactives 50 estaven jubilades, 37 estaven estudiant i 42 estaven classificades com a «altres inactius».

### Ingressos
El 2009 a Genneville hi havia 280 unitats fiscals que integraven 763,5 persones, la mediana anual d'ingressos fiscals per persona era de 17.893 €.

### Activitats econòmiques
Dels 30 establiments que hi havia el 2007, 1 era d'una empresa alimentària, 9 d'empreses de construcció, 3 d'empreses de comerç i reparació d'automòbils, 1 d'una empresa d'hostatgeria i restauració, 1 d'una empresa financera, 1 d'una empresa immobiliària, 8 d'empreses de serveis, 1 d'una entitat de l'administració pública i 5 d'empreses classificades com a «altres activitats de serveis».
Dels 11 establiments de servei als particulars que hi havia el 2009, 2 eren paletes, 1 guixaire pintor, 1 fusteria, 3 lampisteries, 1 electricista, 2 perruqueries i 1 restaurant.
Dels 2 establiments comercials que hi havia el 2009, 1 era una botiga de menys de 120 m² i 1 una botiga de roba.
L'any 2000 a Genneville hi havia 35 explotacions agrícoles que ocupaven un total de 484 hectàrees.

## Equipaments sanitaris i escolars
El 2009 hi havia 1 escola maternal integrada dins d'un grup escolar amb les comunes properes formant una escola dispersa i 1 escola elemental integrada dins d'un grup escolar amb les comunes properes formant una escola dispersa.

## Poblacions més properes
El següent diagrama mostra les poblacions més properes.